# Apogonia tenuipes
Apogonia tenuipes är en skalbaggsart som beskrevs av Moser 1915. Apogonia tenuipes ingår i släktet Apogonia och familjen Melolonthidae. Inga underarter finns listade i Catalogue of Life.